# Akonadi
Akonadi  est un logiciel de gestion d'informations personnelles - rendez-vous, carnet d'adresses, numéros de téléphones, etc. Il est destiné à l'environnement de bureau KDE, bien qu'il soit conçu pour pouvoir être utilisé par d'autres environnements de bureau.

## Description
Akonadi permet la recherche et l'identification de manière unique, au niveau de l'environnement de bureau, de n'importe quelle ressource de l'utilisateur.
Akonadi communique avec des serveurs afin d'envoyer et recevoir des données en lieu et place des applications, au moyen d'une API spécialisée. Les informations peuvent ensuite être retrouvées au moyen d'un modèle décrivant la ressource à récupérer (courriel, calendrier, contacts, etc.). Les applications se contentent alors d'offrir une vue de ces modèles et d'éditer les informations qu'ils contiennent.
Ces serveurs peuvent être de différentes natures. Il est possible d'utiliser des plugins pour étendre les possibilités d'Akonadi (Facebook, Google...). Quoi qu'il en soit, ce dernier est capable d'utiliser une base de données MySQL (ou PostgreSQL) interne ou externe, et les ressources peuvent être placées sur un service distant (ftp ou ssh) via la technologie de transfert de fichiers KIO.